# Џон Вилијамс (гитариста)
Џон Кристофер Вилијамс (енгл. John Christopher Williams; Мелбурн, 24. април 1941) аустралијски је гитариста који свира класичну музику. Добитник је Награде Греми за изведбу камерне музике 1973. године.